# Вонивок, Висконсин
Вонивок, Висконсин (енгл. Wonewoc) град је у америчкој савезној држави Висконсин.

## Демографија
По попису из 2010. године број становника је 816, што је 18 (-2,2%) становника мање него 2000. године.
| Група             | 2000.       | 2010.       |
| Белци             | 822 (98,6%) | 792 (97,1%) |
| Афроамериканци    | 0 (0,0%)    | 4 (0,5%)    |
| Азијати           | 3 (0,4%)    | 3 (0,4%)    |
| Хиспаноамериканци | 3 (0,4%)    | 11 (1,3%)   |
| Укупно            | 834         | 816         |